# 감정

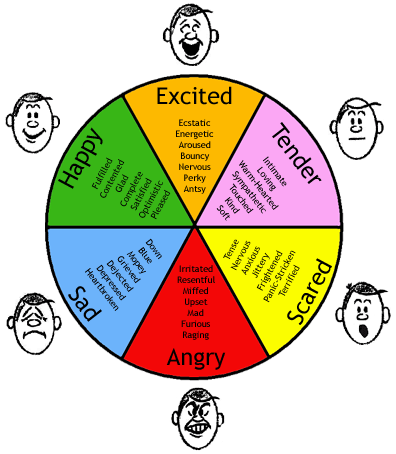
기본적인 감정의 예.

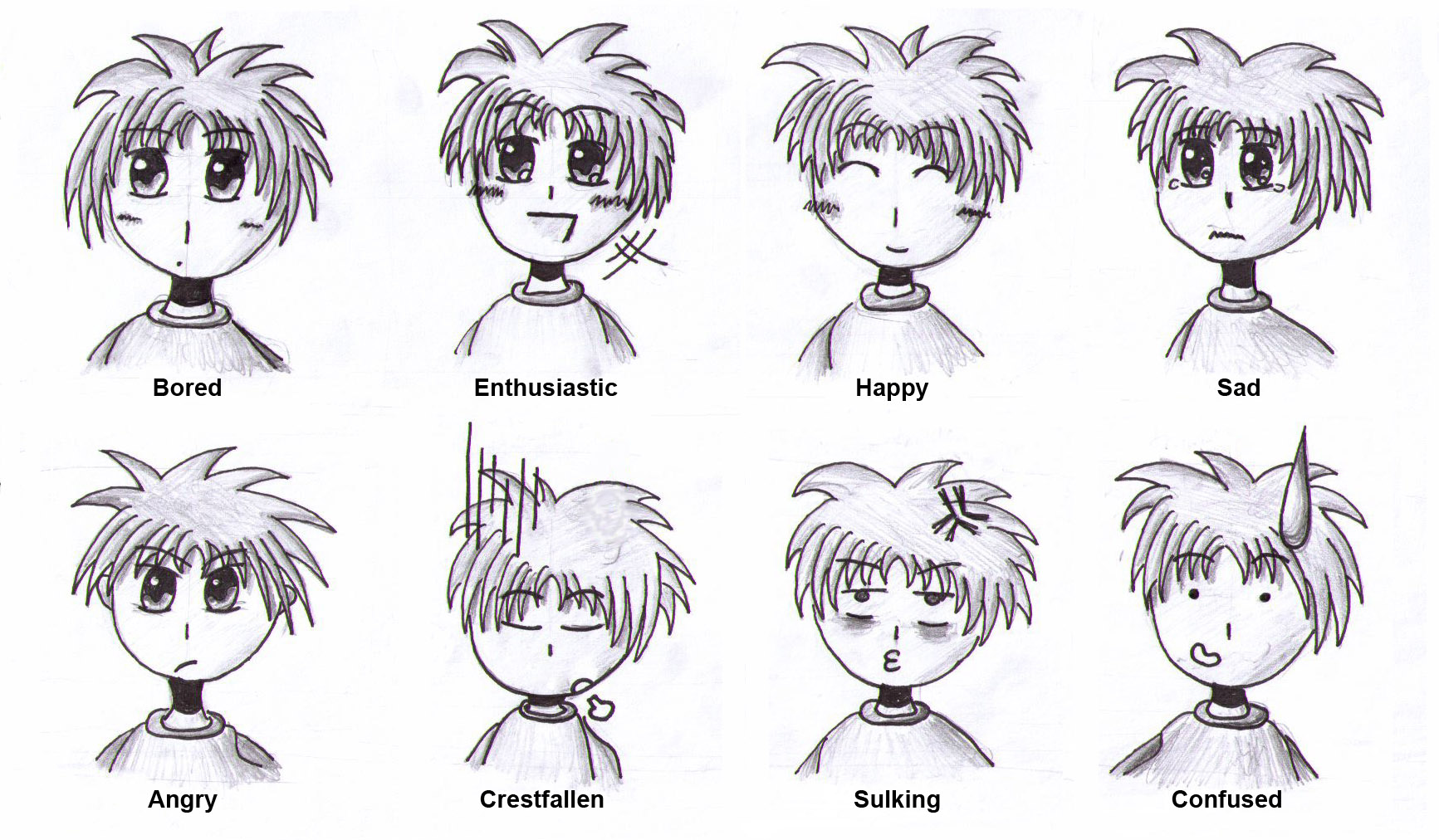
만화적으로 표현된 일부 감정.

감정(感情) 또는 느낌은 사람이 오감이 아닌 다른 방식으로 느끼는 것으로, 기쁨(희), 노여움(노), 슬픔(애), 즐거움(락) 등이 있다.

## 역사
감정에 대한 현대적 개념은 19세기 빌헬름 분트(Wilhelm Wundt)와 함께 발전했다.
사회적, 심리적 정서적 선호(즉, 사람들이 좋아하는 것과 싫어하는 것)에 대한 연구에서 많은 실험이 수행되었다. 선호도, 태도, 인상 형성 및 의사 결정에 대한 구체적인 연구가 수행되었다. 이 연구는 결과를 인식 기억(기존-신판단)과 대조하여 연구자들이 둘 사이의 신뢰할 수 있는 구별을 입증할 수 있도록 한다. 정서 기반 판단과 인지 과정은 지적된 차이점으로 조사되었으며, 일부에서는 정서와 인지가 다양한 방식으로 서로 영향을 미칠 수 있는 분리되고 부분적으로 독립적인 시스템의 통제하에 있다고 주장한다(Zajonc, 1980). 정서와 인지 모두 정보 처리 시스템 내에서 효과의 독립적인 원천을 구성할 수 있다. 다른 사람들은 감정이 유기체와 환경 사이의 경험 또는 상상의 결과이므로 인지 평가 과정이 감정의 발달과 표현의 핵심이라고 이야기한다(Lazarus, 1982).

## 관련 한자어
- 喜怒哀樂 (희로애락): 기쁨과 노여움, 슬픔과 즐거움이라는 뜻으로, 곧 사람의 여러 가지 감정(感情)을 이르는 말[1][2]
- 칠정(七情)은 《예기》, <예운>편에서 언급하는 이 갖는 여러 감정들을  기쁨(희,喜), 노여움(노,怒), 슬픔(애,哀), 두려움(구,懼), 사랑(애,愛), 싫어함(오,惡), 바람(욕, 欲)의 일곱 감정들로 표현한 것이다.

## 긍정적인 감정과 부정적인 감정 표현들
한편 전문가들은 부정적인 감정에 통제권을 뺏기지 않으면서 유연하고 균형있게 이러한 감정들을 표현하고 다룬다는 전제하에 부정적인 감정들이 유해하다고 단정짓기 어렵다는 데에 동의한다.

## 슬픔
감정 중에서 특히 중요하게 다루어지는 감정으로 '슬픔'이 있다. 이는 개인이 심리적으로 부정적인 감정들을 해소하는 카타르시스적 역할뿐만 아니라 슬픈 타인에게 연민을 줄 수 있고 자기 자신의 슬픔에 대해 타인에게서 연민을 받을 수 있는 사회적 존재로서 서로간에 균형을 갖게해주는 순기능적인 면도 있다.

## 정서
| |
| 로버트 플루치크(Robert Plutchik)의 정서의 바퀴 - 즐거움(joy),신뢰(trust),두려움(fear),놀람(suprise),슬픔(sadness),싫어함(disgust),화남(anger),바람(anticipation)는 주요 감정들이다. |

대칭성을 갖는 스펙트럼은 인간 정서의 복잡한 감정을 보여준다.

## 같이 보기
- 감정이입
- 감정 대립
- 감정과 기억
- 감정과 문화
- 자존감